# 프로카리스과
프로카리스과(Procarididae)는 십각목에 속하는 갑각류과의 하나이다 프로카리스하목(Procarididea), 프로카리스상과(Procaridoidea)의 현존하는 유일한 과로 2개 속에 6개 종만을 포함하고 있다. 우도라속 (Udora)에 속하는 6종은 화석 종만이 알려져 있으며, 아직까지 과 분류는 불확실하다.
프로카리스류는 분자계통학적 연구를 통해 생이하목의 자매군으로 제안되었으며, 그래서 이제는 별도의 하목(Procarididea)으로 인정하고 있다.

## 분류
- 프로카리스과(Procarididae)
  - 프로카리스속(Procaris) Chace & Manning, 1972 - 5종
  - 베테리카리스속(Vetericaris) Kensley & Williams, 1986 - 1종
- 과 분류가 불확실한 속
  - † 우도라속(Udora) Münster, 1839 - 5종